# ذراع نظام استشعار مكوك الفضاء

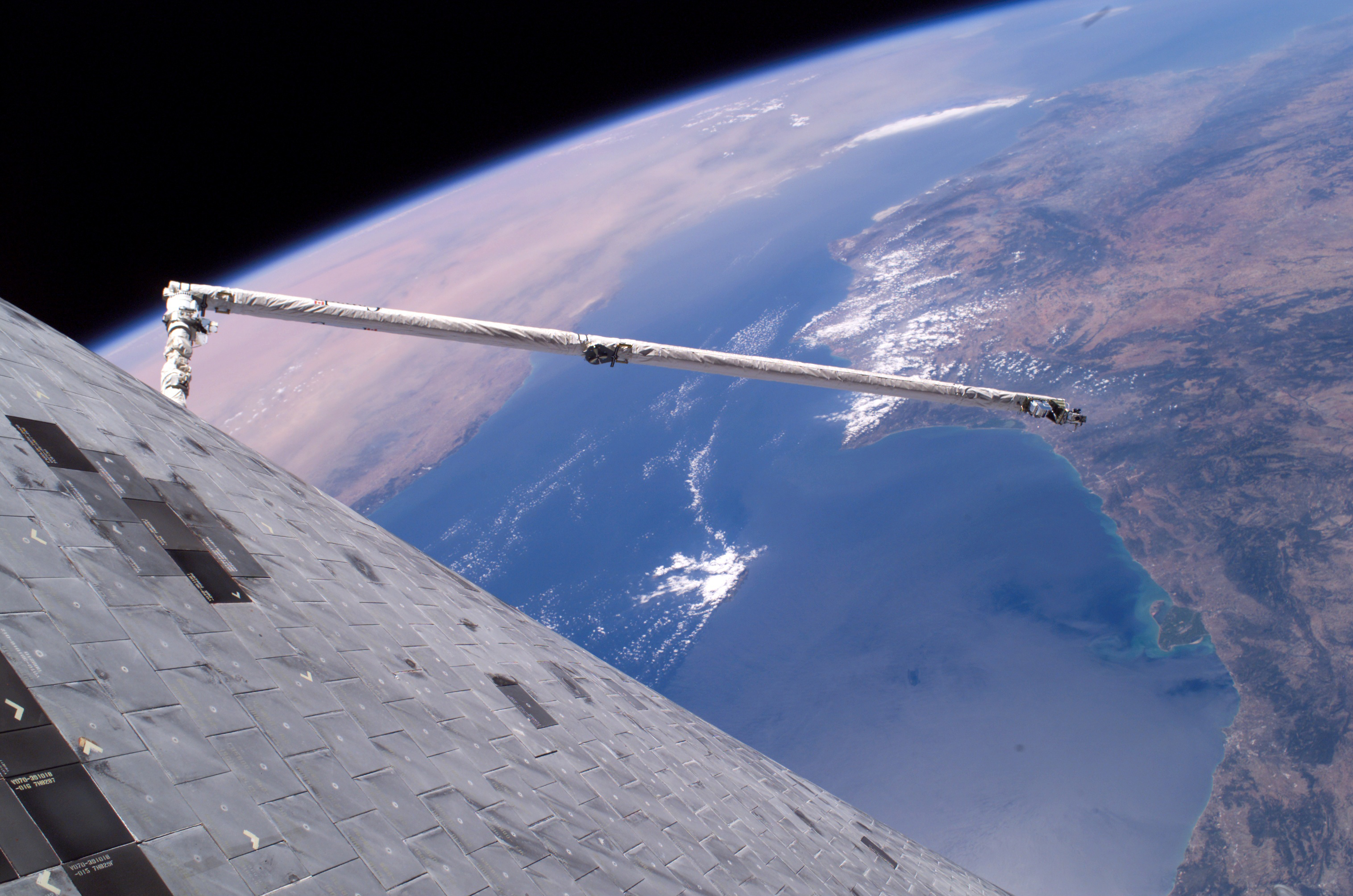
ذراع نظام الاستشعار أثناء العمل في الفضاء.

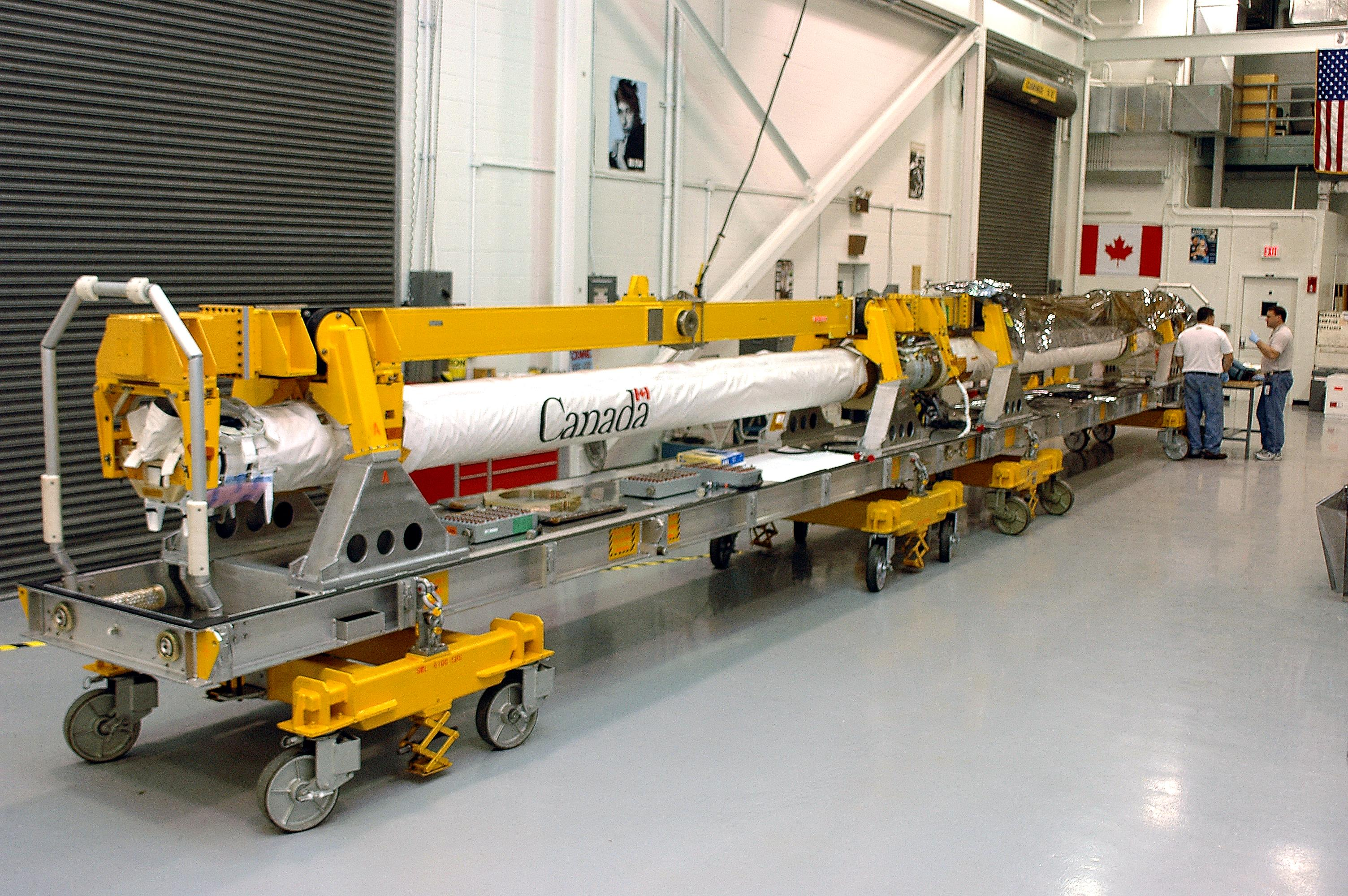
ذراع نظام الاستشعار في الورشة.

ذراع نظام استشعار مكوك الفضاء (بالإنجليزية: (Orbiter Boom Sensor System (OBSS)
هو ذراع مزود بعدد من الأدوات يبلغ طولة 3و15 متر، وهو جزء من نظام المعالجة من بعيد المسمى «كندارم» لمكوك الفضاء.
صنعته ناسا للقيام ببعثة مكوك الفضاء رقم STS-114، وكانت هذه هي أول بعثة لمكوك الفضاء بعد حادث كولومبيا حيث تسبب فساد نظام الوقاية من الحرارة في أحتراق مكوك الفضاء وموت رواد الفضاء. وبغرض تفادي مثل ذلك الحادث مستقبلا فقد زود مكوك القضاء بذراع نظام الاستشعار يمكن رواد الفضاء من فحص نظام الوقاية من الحرارة أثناء البعثة في الفضاء.
فإذا تبين من الفحص وجود فساد فيمكن لرواد الفضاء على إصلاحه عن طريق الخروج والتجوال الفضائي. وإذا كان الإصلاح أثناء التواجد في مدار حول الأرض غير ممكنا فيمكن للرواد أن يشتبكوا بمحطة الفضاء الدولية والبقاء فيها إلى حين وصول بعثة إنقاذ STS-3xx .
وتحتوي الأدوات الموجودة على ذراع نظام الاستشعار على نظام كاميرات ومصور البعد الحركي الليزري LDRI ونظام كاميرات ليزر. وتبلغ دقة رؤوس الاستشعار أقل من عدة مليمترات ويمكنها مسح تصويري بسرعة 63 مليمتر / ثانية.
ويستخدم ذراع نظام الاستشعار بصفة روتينية لفحص أطراف الأجنحة، ومقدمة المفصورة لمكوك الفضاء بعد كل انطلاق. وإذا اعتقد مهندسوا الطيران وجود فساد من صور الكاميرات في مكان آخر على مكوك الفضاء أمكنهم فحص ذلك الجزء أيضا بواسطة ذراع نظام الاستشعار مكوك الفضاء. 
وعند القيام ببعثة إلى محطة الفضاء الدولية فيفحص الجزء الخلفي لنظام الوقاية من الحرارة عن طريق مناورة التقاء ترويجية مع المحطة.
من المخط له يقاء ذراع نظام الاستشعار على محطة الفضاء الدولية خلال بعثة المكوك إليها، البعثة STS-134 .

## اقرأ أيضا
- محطة الفضاء الدولية
- مكوك الفضاء
- مركبة فضاء
- مركبة الهبوط على القمر
- بعثة مكوك الفضاء إس تي إس 134
- مطياف ألفا المغناطيسي